# Jinmu Tennō
Jinmu Tennō (神武天皇?   literalmente 'guerrero divino') (13 de febrero de 711 a. C. - 9 de abril de 585 a. C.) fue el fundador de Japón y el primer emperador de Japón según el orden tradicional de sucesión.
Su reinado abarcó desde el 11 de febrero de 660 a. C. hasta su muerte en 585 a. C.; es decir, gobernó durante 74 años. Tuvo varios nombres personales tales como Kamuyamato-iwarebiko-no-mikoto (神倭伊波礼琵古命?   según el Kojiki),  Wakamikenu-no-mikoto (若御毛沼命?), Sano-no-mikoto (狹野尊?), Hiko-hohodemi (彦火火出見?), Hatsukuni-shirasu-sumeramikoto (始馭天下之天皇?), Kan'yamato-iwarehiko-no-mikoto (神日本磐余彦尊?), entre otros más. Su nombre póstumo, Jinmu, se usó por primera vez a finales del período Nara por Ōmi no Mifune.
Este personaje es considerado un "emperador legendario" debido a que su biografía sólo es explicada de primera mano en las crónicas japonesas del siglo VIII, el Kojiki y el Nihonshoki; por ende diversos historiadores consideran que dada la poca veracidad de los datos, se duda que este gobernante haya existido realmente. No obstante, la Familia Imperial Japonesa se acoge de manera tradicional a la descendencia del Emperador Jinmu; y además actualmente se celebra en Japón el día tradicional de la ascensión del emperador al trono, el 11 de febrero, como el Kenkoku Kinen no hi (建国記念の日?   "Día de la Fundación Nacional").
La verdadera fecha fundacional del Imperio japonés es desconocida, aunque la expansión de la dinastía Yamato probablemente ocurrió a inicios de la Era cristiana (quizás hacia el siglo III, con la aparición de los primeros Kofun). Generalmente se considera a Kinmei Tennō (539-571) como el primer emperador "histórico", aunque se desconoce cuantos le precedieron. Además, no fue hasta el siglo VII que los gobernantes japoneses adoptaron el título de Tenno. Anterior a las Reforma Taika, los emperadores eran llamados Sumera no mikoto o Ō-kimi.

## Leyenda
Debido a que su biografía fue escrita como fuente primaria en el Kojiki (escrito en 712) y en el Nihonshoki (escrito en 720), crónicas que sirvieron de base literaria para la mitología japonesa y del sintoísmo, religión nativa de Japón, su vida y obra son consideradas legendarias. En ambas obras, se explican como sucesos verídicos hechos extraordinarios desde el punto de vista histórico, tales como la creación del cielo y de la tierra, la aparición de los kami (deidades) y la formación del archipiélago japonés.

### Genealogía
Según estas crónicas, el Emperador Jinmu fue descendiente de Amaterasu Ōmikami, deidad del sol y gobernante del cielo, considerada una de las kami más importantes en la mitología japonesa. 
La genealogía se desglosa de la siguiente manera: Amaterasu tuvo un hijo llamado Ame-no-oshihomimi-no-mikoto, y de éste tuvo un hijo conocido como Ninigi-no-mikoto. Amaterasu decidió enviar a Ninigi al archipiélago japonés con el fin de pacificar el territorio y hacerlo suyo. Cuando Ninigi llegó a la isla de Kyushu, se erigió como gobernante, se casó con Konohana-sakuya-hime y tuvieron tres hijos, de los cuales destaca Hikohohodemi-no-mikoto, quien se casó con Toyotama-hime, hija de Ryūjin, dios del mar. 
De la relación entre Hikohohodemi y Toyotama nació un hijo llamado Hikonagisa-takeugaya-fukiaezu-no-mikoto (彦波瀲武鸕鶿草葺不合命?), quien fue abandonado por sus padres en el momento de nacer y luego criado por Tamayori-hime (玉依姫命?), hermana menor de su madre. Posteriormente se casarían y tendrían cuatro hijos: Itsuse-no-mikoto, Inameshi-no-mikoto, Mikenuma-no-mikoto y Kan'yamato-iwarehiko-no-mikoto, el futuro Emperador Jinmu.

### Primeros años
En el momento de su nacimiento ya poseía sabiduría y la capacidad de decidir. A la edad de 15 años fue nombrado heredero al trono y contrajo matrimonio con Ahiratsu-hime (吾平津姫?), a quien la hizo su consorte; de este matrimonio tuvieron dos hijos: Tagishimimi-no-mikoto (手研耳命?) y Kisumimi-no-mikoto (岐須美美命?).
Según el Nihonshoki, en el año de Kinoetora o Kōin (甲寅?), a la edad de 45 años, estando en el Palacio de Takechiyo, en la provincia de Hyūga, reunió a sus hermanos e hijos y declaró que su antecesor divino, Ninigi, cuando bajó del cielo hace 1 792 470 años se encontró con una nación desolada y que con su llegada brindó paz y prosperidad y logró erigirse como gobernante de la región occidental y que esta paz se había extendido durante los reinados de sus sucesores; no obstante, muchas regiones del archipiélago, sobre todo el este, aún no habían sido pacificadas y estaban fuera del poder imperial de Amaterasu, y que eran gobernados por jefes y dioses locales, por consiguiente, en dichas regiones se producían constantes conflictos territoriales.
También declaró que en el este se encontraba el centro del universo y que era una región para establecer una nueva capital y pacificar todo el archipiélago. Todos los hermanos e hijos compartieron su idea y decidieron realizar una expedición naval hacia el este, liderado por Iwarehiko.
Jinmu luego se casó con Himetataraisuzuhime, hija del dios Omononushi e hija del caballero y Dios Kotoshironushi (hijo de Okuninushi, descendiendo de esta línea directamente de la mitología de los dioses japoneses por la línea de los padres de Okuninushi). Por parte de su madre, era la hija de Princesa Tamayoribime (hija de Iga Koya Nissho y, del dios de las orejas Kamo Taketsunomi {hijo de Tenkushi Tamai}).

### Expedición al este
Al quinto día del décimo mes, el hermano mayor de Iwarehiko, Itsu-se-no-mikoto, lideró la expedición y se desplazaron en un barco por el Canal de Hayasui, siendo guiados por el kunitsukami Shiinetsuhiko. Al llegar a Usa, en la provincia de Tsukushi, fueron recibidos por dos nativos, Usatsuhiko y Usatsuhime, quienes los invitaron a un palacio.
Posteriormente avanzaron más al este y en el decimosegundo mes se asentaron en el Palacio de Takeri en la provincia de Aki. Al tercer mes del año siguiente llegaron a la provincia de Kibi y se establecieron en el Palacio de Takashima en donde todos vivieron temporalmente tres años, con el fin de reabastecer de provisiones al barco. 

#### Batalla con Nagasunehiko
Al segundo mes del año Tsuchinoeuma o Bogo (戊午?) partieron con una flota de barcos en dirección a la provincia de Naniwa. Al tercer mes llegaron a la provincia de Kawachi y al cuarto estaban avanzando sobre el río Tatsuta, cruzando un desfiladero hacia el monte Ikoma, finalmente llegando a un banco de arena en Kusaezaka. Esta región estaba bajo el control del príncipe Nagasunehiko, quien había reunido a un gran ejército y combatió contra Itsu-se y sus hermanos. 
Durante la batalla Itsu-se fue herido gravemente en su mano por una flecha arrojada por Nagasunehiko. Itsu-se se dio cuenta de que ellos estaban combatiendo en dirección al sol (mirando al este) y que eso era considerado una ofensa celestial, siendo como eran descendientes de Amaterasu, y que por dicha razón había recibido tal castigo. Se retiraron a Kusaka, con el fin de reorganizarse y dar ánimos a las tropas, y por esta acción se llamó al lugar como Tatezu (盾津?   "puerto de defensa").
En el quinto mes, Iwarehiko enrumbó la flota al sur, hacia la provincia de Kii, en donde Itsu-se, quien estaba herido de muerte, lava su herida con las aguas de la desembocadura de un río con el mar de Chinu. Posteriormente da un grito de guerra y luego fallece, siendo enterrado en el monte Kama.

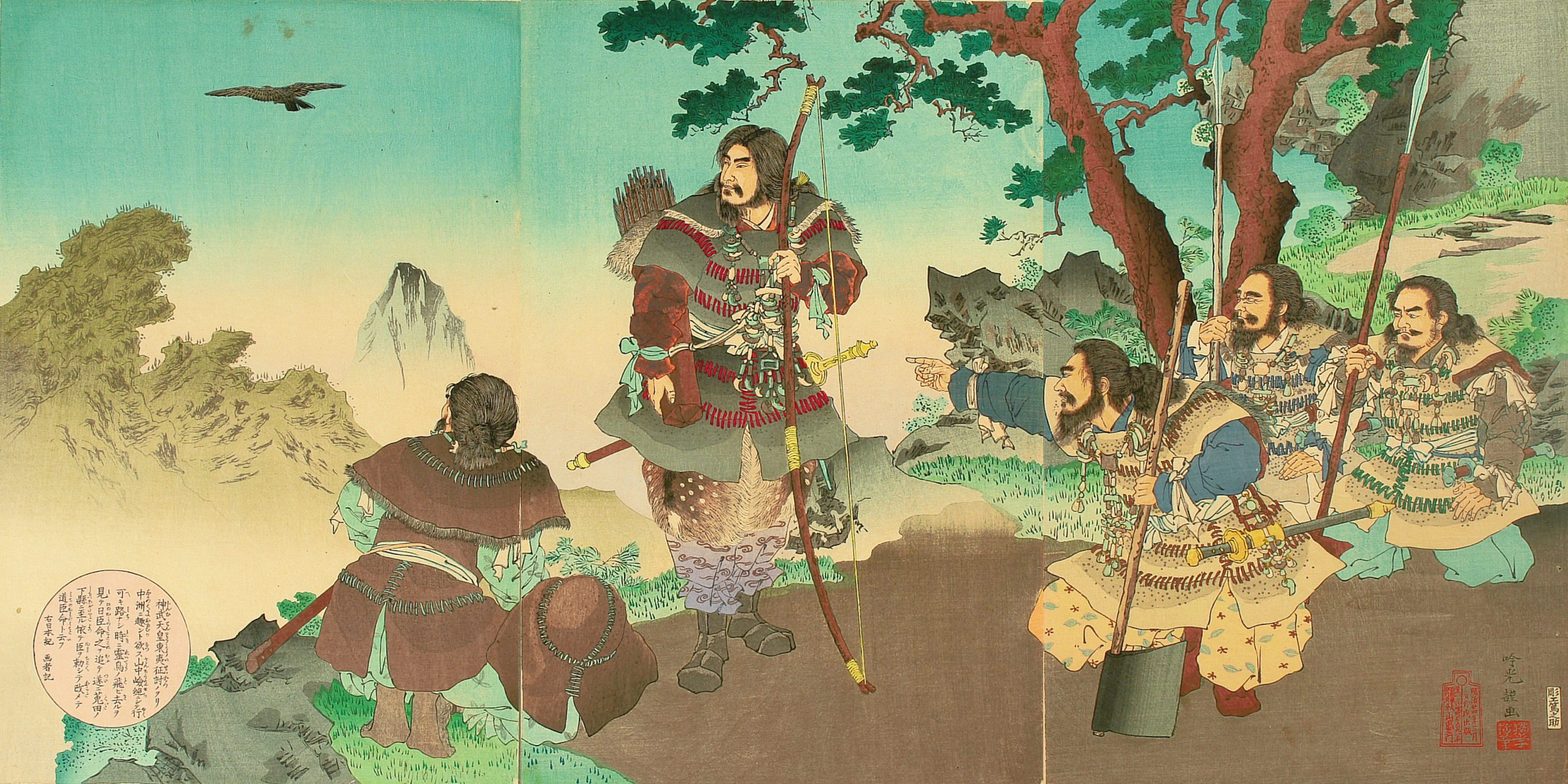
El Emperador Jinmu (de pie) junto con sus hombres ven al legendario yatagarasu. Grabado de Ginko Adachi (1891).

#### Pacificación del imperio
Tras haber subyugado a todas las deidades salvajes y tribus locales de Yamato en el tercer mes del año Kibi, Iwarebiko declara el fin de la expedición al este después de seis años, pero que ahora se iba a erigir una "vasta y espaciosa" capital como el centro del imperio. Por ello eligió un punto al suroeste del monte Unebi, en la planicie de Kashihara para construir dicho palacio.
Aun cuando todavía el palacio no estaba terminado, Iwarebiko se casó con la hija del kami Ōmo-no-nushi, la princesa Ahira, y tuvieron dos hijos: Tagishi-mimi y Kisu-mimi. La princesa Ahira tomó el nombre de Hime-tatara-i-suke-yori-hime, una bella doncella hija augusta de los kami.

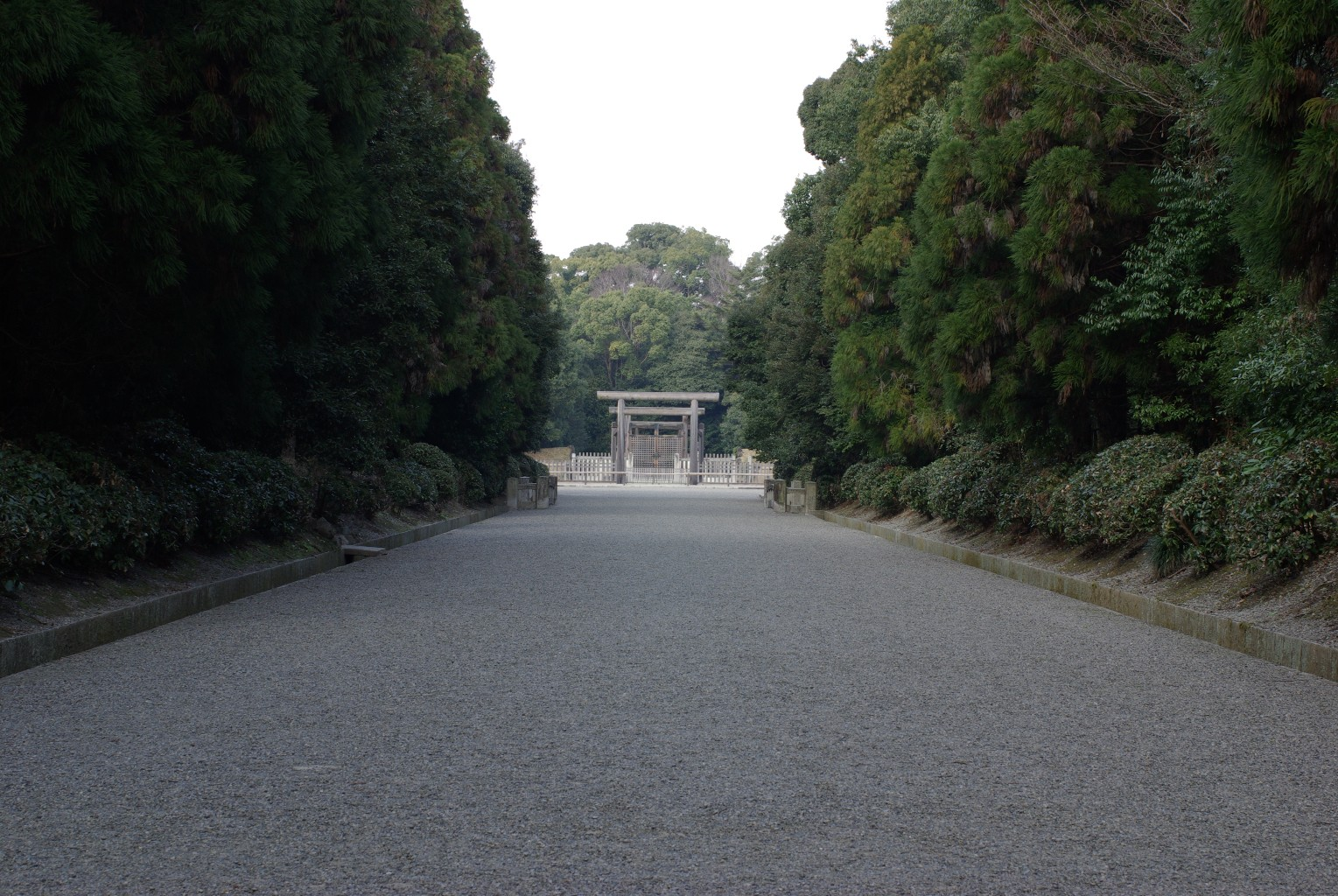
El mausoleo del Emperador Jinmu en Nara

### Reinado
En el día de año nuevo del año Kanototori (660 a. C.), Iwarebiko ascendió al trono en el Palacio Kashihara y tomó el nombre de Hatsukunishirasu-sumeramikoto (始馭天下之天皇?) a la edad de 52 años. En este momento inicia su reinado como el primer emperador de Japón.

### Muerte
Murió en el 76.º año de su reinado a la edad de 126 años. El Kojiki narra que, a la muerte del monarca, su hijo mayor, príncipe Tagishi, habido de su primera esposa se casó, probablemente a la fuerza, con la segunda esposa de su padre, la emperatriz Isuke-yori. Su intención era eliminar a los jóvenes hijos que ésta había tenido con el difunto monarca y reinar en su lugar. Sin embargo, la madre previno a sus hijos de la conspiración mediante una canción y estos pudieron eliminar al usurpador.

## Referencias

El emblema de la flor de crisantemo es el símbolo (mon) del Emperador de Japón.